# Selma James
Selma James, född Deitch 15 augusti 1930 i Brooklyn, New York, är en amerikansk-brittisk journalist och feministisk aktivist. Hon har skrivit flera böcker om kvinnofrågor, däribland The Power of Women and the Subversion of the Community (1972), ett viktigt bidrag till debatten om hushållsarbete.
Efter att 1970 ha hört tre husmödrar tala på en kvinnokonferens i Oxford startade hon kampanjen Wages for Housework. År 1975 startade hon English Collective of Prostitutes och 1976 medverkade hon i grundandet av Women Against Rape.
James har varit en ledande aktivist inom kvinnorörelsen och särskilt intresserad av denna rörelses internationella dimensioner. Hon har även  med iver verkat inom rörelserna för invandrare och svarta. 
Mellan 1956 och 1980 var hon gift med C.L.R. James.

## Biografi

### Tidiga år
Deitch föddes i området Brownswille på Manhattan i New York. Hon uppfostrades i ett judiskt hem, där fadern var lastbilschaufför och modern en före detta fabriksarbetare – innan hon fick barn. Som ung kvinna arbetade Selma själv på fabrik, varefter hon var hemmafru på heltid som mor till sonen Sam; även barnets far arbetade på fabrik. Det blev ett kort äktenskap.
Vid 15 års ålder blev hon medlem av Johnson–Forest Tendency, en vänsterradikal politisk gruppering där en av ledarna hette C.L.R. James. Hon började besöka hans föreläsningar om slaveri och det amerikanska inbördeskriget.

### 1950- och 1960-talet
1952 författade hon boken A Woman's Place. Den publicerades först som en spalt i Correspondence, en fjortondagarstidning som skrevs och redigerades av sina läsare med en målgrupp av i första hand arbetarklass. Den gav, som en av få tidningar vid den här tiden, kvinnor, unga och svarta en självständig röst. I tidningen var hon en återkommande kolumnist, och hon fungerade som redaktör för "Women's Page".
1955 flyttade hon till Storbritannien för att ingå äktenskap med C.L.R. James, som hade utvisats ur USA för sina vänsteraktiviteter under McCarthy-eran. Paret var tillsammans i 25 års tid, och de delade den politiska övertygelsen.
Mellan 1958 och 1962 bodde hon i Trinidad och Tobago, där hon och hennes make var aktiva i rörelsen för västindisk frigörelse och etablerandet av en västindisk federation. Efter självständigheten återkom hon till Storbritannien, där hon 1965 blev djupt inblandad i bildandet av Campaign Against Racial Discrimation. Fyra år senare var hon medgrundare till Black Regional Action Movement och redaktör för dess tidning.

### Wages for Housework, ECP
I januari 1971 medverkade James i en BBC Radio-sändning i serien People for Tomorrow. Där använde hon sig av sin egen erfarenhet från låglönearbeten, som mor och hemmafru och med intervjuer med andra kvinnor som gjorde det mesta av hushållsarbetet (med eller utan egna arbeten). Året därpå lanserade The Power of Women and the Subversion of the Community (författad tillsammans med Mariarosa Dalla Costa) den brittiska "hushållsarbetsdebatten". Samma år skapade James den internationella Wages for Housework-kampanjen (WFH), vilken krävde ersättning från den brittiska staten för det oavlönade arbetet hemma och för samhället. En intensiv debatt följde om huruvida omsorgsarbete i hemmet var "arbete" eller en "roll", och huruvida det var lämpligt att avlöna det.
James' text "Women, the Unions and Work" presenterades vid den nationella kvinnokonferensen den 25–26 mars 1972. Under en intervju 2002 med BBC News 24 menade hon att hushållsarbete räknades som ett "basarbete i samhället" och att kvinnor förtjänar lön. Hon sa även: "Vi vill ha ett erkännande från samhället att det arbete som vi utför är grundläggande och viktigt".
James blev 1975 den första taleskvinnan för English Collective of Prostitutes, en organisation som kämpar för avkriminalisering av prostitution samt trovärdiga ekonomiska alternativ till verksamheten. 1975 grundade hon den WFH-relaterade Crossroads Women's Centre, inledningsvis baserad vid ett prostitutionsstråk nära Londons Euston-station. Hennes bok Marx and Feminism (1983) bröt med etablerad marxistisk teori genom att lyfta fram en tolkning av Marx' Kapitalet utifrån kvinnors och det oavlönade arbetets perspektiv. 2013 var hon en av undertecknarna av ett upprop för att undvika att Frankrike kriminaliserade köp av sexuella tjänster (kriminaliseringen skedde slutligen 2016).
1985 började hon samordna verksamheten inom International Women Count Network, vilken via FN meddelat kravet att medlemsstaterna ska mäta och värdera oavlönat arbete i deras statliga statistik. Detta har senare lett till lagstiftning i länder som Trinidad och Tobago, Spanien och Venezuela.

### Senare år
James håller återkommande föreläsningar i Storbritannien, USA och andra länder i ämnen som "Kön, ras och klass", "Det marxisterna aldrig berättade för oss om Marx", "Den internationella judiska traditionen", "Återupptäcka Nyereres Tanzania" och "CLR James som politisk organisatör".
Sedan 2000 har James arbetat som internationell koordinator för Global Women's Strike, ett kvinnligt nätverk på gräsrotsnivå. Den arbetar för ett mer vårdande och mindre dödligt samhälle, att militärbudgetarna lämnas tillbaka till kvinnor och andra delar av samhället. Hon har sedan 2002 arbetat för den venezolanska revolutionen.
2015 stödde hon Jeremy Corbyns kandidatur som ny partiledare för Labourpartiet.
James är medgrundare av International Jewish Anti-Zionist Network, och 2008 undertecknade hon en appell från brittiska judar på statens Israels 60-årsjubileum. Appellen gick ut på att detta jubileum inte var något att fira.